# Smolnik, Burgas
Smolnik (în bulgară Смолник) este un sat situat în partea de est a Bulgariei, în regiunea Burgas. Aparține administrativ comunei Karnobat. La recensământul din 2011 avea o populație de 126 locuitori.

## Demografie
Componența etnică a satului Smolnik
     Bulgari (98,41%)
     Nicio identificare (1,58%)
     Altele (0%)
La recensământul din 2011, populația satului Smolnik era de 126 locuitori. Din punct de vedere etnic, majoritatea locuitorilor (98,41%) erau bulgari. Pentru 1,58% din locuitori nu este cunoscută apartenența etnică.